# Would You Rather
Pour plus de détails, voir Fiche technique et Distribution.
Would You Rather est un film d'horreur psychologique américain réalisé par David Guy Levy, sorti en 2012.

## Synopsis
Iris est une jeune femme qui s'occupe de son frère cadet Raleigh, lequel souffre d'une leucémie. Elle n'a pas les moyens de payer la greffe qui lui sauverait la vie et le docteur Barden, médecin de Raleigh, la présente au riche philanthrope Shepard Lambrick. Ce dernier lui propose un marché : si elle gagne le jeu organisé lors d'un dîner dans son manoir, la fondation Lambrick trouvera un donneur et paiera les soins pour guérir Raleigh. Le docteur Barden est lui-même un ancien gagnant du jeu mais ne veut pas en dire plus à Iris.
Le lendemain soir, Iris se rend au manoir des Lambrick. Elle est présentée à Julian, le fils de Shepard, ainsi qu'aux autres invités et concurrents : Lucas et Cal, deux jeunes hommes sympathiques ; Travis, un ex-soldat ; Linda, une dame âgée paralysée des membres inférieurs ; Peter, un parieur professionnel ; Amy, une jeune femme peu sociable ; et Conway, un ancien alcoolique. Lors du repas, Shepard propose à Iris, qui est végétarienne, de lui verser 10 000 $ si elle mange la viande qui lui a été servie. Iris accepte. Il offre ensuite à Conway la même somme s'il boit un verre de vin. Conway refuse et Shepard lui offre alors 50 000 $ s'il boit une carafe de whisky. Conway accepte. À la fin du repas, le véritable jeu commence : il s'agit pour chaque concurrent de choisir entre deux options qui lui sont offertes, toutes deux étant très désagréables et sans possibilité de décliner les deux ou d'abandonner le jeu. Lorsque Bevans, le majordome des Lambrick et ancien agent du MI-5, apporte une machine à électrochocs, Conway tente de fuir et est abattu. Le premier jeu consiste pour chacun des concurrents à choisir de faire subir un électrochoc à une personne désignée ou de le subir soi-même.

## Fiche technique
- Réalisation : David Guy Levy
- Scénario : Steffen Schlachtenhaufen
- Photographie : Steven Capitano
- Montage : Josh Schaeffer
- Musique : Daniel Hunt et Barði Jóhannsson
- Production : Zak Kilberg, Maura Anderson, David Guy Levy
- Sociétés de production : Periscope Entertainment, Social Construct, Dreamher Productions et The Lambrick Foundation
- Pays d'origine :  États-Unis
- Langue : anglais
- Genre : Horreur
- Durée : 93 minutes
- Dates de sortie : 
  - États-Unis : 14 octobre 2012 (ScreamFest) ; 8 février 2013 (sortie limitée)
- Film interdit aux moins de 12 ans lors de sa sortie.

## Distribution
- Brittany Snow : Iris
- Jeffrey Combs : Shepard Lambrick
- Jonny Coyne : Bevans
- Enver Gjokaj : Lucas
- Sasha Grey : Amy
- Charlie Hofheimer : Travis
- Eddie Steeples : Cal
- June Squibb : Linda
- Robb Wells : Peter
- Robin Lord Taylor : Julian Lambrick
- Lawrence Gilliard, Jr. : le docteur Barden
- Logan Miller : Raleigh
- John Heard : Conway

## Accueil
Il recueille 57 % de critiques favorables, sur la base de 21 critiques et avec une note moyenne de 5/10, sur le site Rotten Tomatoes.